# The Old Wagon
«The Old Wagon» es el primer episodio de la segunda temporada de la serie de televisión en formato falso documental Modern Family. Se emitió el 22 de septiembre de 2010 en ABC.El episodio fue escrito por Bill Wrubel y dirigido por Michael Spiller. El episodio también es el primer crédito de Wrubel como coproductor ejecutivo.
En este episodio, Phil finalmente acepta vender la vieja camioneta de la familia, pero antes de hacerlo, él y toda la familia van a hacer un viaje por el carril de los recuerdos para despedirse de ella. Cameron le pide ayuda a Jay cuando Mitchell decide construir un castillo de princesas de tamaño natural para Lily, a pesar de que no es muy hábil con las herramientas. Mientras tanto, Gloria se ocupa de la posibilidad de perder a Manny con su novia.
«The Old Wagon» recibió críticas positivas de los críticos, con Samantha Zalaznick de The Huffington Post nombrando a los Dunphy y Phil como el mejor episodio.«The Old Wagon» también se convirtió en la comedia de situación mejor valorada de la semana y para la serie entre adultos de entre 18 y 49 años.

## Argumento
En la casa de Dunphy, Claire (Julie Bowen) consigue que Phil (Ty Burrell) acepte vender su vieja camioneta. Mientras mira las cosas en el coche y pasa por varios recuerdos, Claire comienza a llorar y decide que quiere quedarse con ella, pero no podrá hacerlo, ya que el coche ya tiene un comprador. Debido a esto, Phil decide llevar a la familia en un último paseo en el coche «por el carril de la memoria» y llevan el coche a una colina a la que la familia solía conducir en el pasado. Mientras estaba en una colina, comiendo, Claire le da las gracias a Phil por pasar un buen rato. El caos se produce cuando a Luke le duele el estómago y Claire le dice que estará bien. Haley encuentra una araña y pisa el cinturón de seguridad de Phil. Luke necesita aire y Claire le pide a Alex que abra su ventana, pero se atasca. Haley vuelve a ver a la araña. Phil decide poner el aire acondicionado, pero pone el calentador y sale polvo. Claire le dice a Luke que vomite en una bolsa, pero se queja de que huele a cebolla. El cinturón de seguridad de Alex está atascado y Claire decide desengancharlo, pero accidentalmente derrama su batido. Haley vuelve a ver a la araña y pisa el cinturón de seguridad, lo que hace que Phil escupa su batido. Luke está a punto de vomitar y los padres se balen del coche. Mientras Luke vomita, el coche empieza a rodar cuesta abajo. Phil se sube al capó, tratando de no dejarlo ir, pero Claire le dice que lo deje ir y el coche se destruye.
A pesar de esto, la familia se lo pasó bien.
Mientras tanto, Mitchell (Jesse Tyler Ferguson) decide construir un castillo de princesas de tamaño natural para Lily, pero Cameron (Eric Stonestreet) está asustado debido al horrible pasado de Mitchell con el equipo. Cameron decide llamar a Jay (Ed O'Neill) para que lo refuerce y los dos intentan que Mitchell haga trabajos sin sentido. Mitchell se pone al día y abandona el proyecto. Mientras Jay y Cameron toman bebidas, Mitchell pone el techo en el castillo y se queda atrapado dentro del castillo. Se ve obligado a pedirle a Cameron y Jay que lo dejen salir y finalmente renuncia a tratar de ser un hombre varonil.
Manny (Rico Rodriguez) invita a una linda chica, Kelly (Callie Thompson), a una cita de estudio que finalmente comienza a cambiar a Manny, haciendo que Gloria (Sofia Vergara) sea un poco incómoda y celosa. Eventualmente, Gloria decide dejarlo ir con su novia al cine, pero pronto vuelve después de romper con ella, haciendo a Gloria aún más feliz, antes de que Manny tenga otra cita con otra chica.

## Producción
«The Old Wagon» fue escrita por Bill Wrubel, su quinto crédito de escritura para la serie. El episodio también fue su primer episodio como coproductor ejecutivo.El episodio fue dirigido por Michael Spiller, su tercer crédito para la serie.
El primer episodio de la segunda temporada de Modern Family después de que el presidente de ABC Entertainment, Stephen McPherson, anunciara que Modern Family había sido renovada para una segunda temporada.A pesar de esto, no fue el primer episodio de la temporada filmada.Steven Levitan dijo en Twitter que era difícil para él y para ABC decidir qué episodio debería transmitirse como estreno de la temporada, aunque finalmente se decidieron por «The Old Wagon».
El episodio se estrenó el 22 de septiembre de 2010 en la grilla de programación de las 9:00 p.m. antes de Cougar Town y después de la ahora cancelada Better with You y más tarde emitió una repetición el 24 de septiembre a las 8:00 p.m.
El tema principal del episodio trata de «aceptar el cambio". En su reseña, James Poniewozik escribió que el mensaje principal del episodio era mostrar que «puede ser triste cuando las cosas cambian y envejecemos».Samantha Zalaznick de The Huffington Post escribió que el episodio se alineaba con el tema principal de la segunda temporada de que «los niños están creciendo».Durante el episodio, Cameron dice que está cansado de leer «La oruga muy hambrienta».

## Recepción

### Audiencia
En su transmisión original, «The Old Wagon» fue visto por un estimado de 12,61 millones de hogares.El episodio también recibió una calificación de 5,1 y una participación del 14% en el grupo demográfico de 18-34.Esto significa que fue visto por el 5,1 % de todos los jóvenes de 18 a 34 años, y el 14 % de todos los jóvenes de 18 a 34 años que veían televisión en el momento de la emisión. El episodio marcó un aumento del 19 por ciento con respecto al estreno de la serie, «Piloto».El episodio también venció a la competencia más cercana en un 28 por ciento.El programa también se convierte en la comedia mejor valorada de la semana entre las cadenas de transmisión.El programa también fue el quinto programa mejor valorado en el grupo demográfico de 18-34 y el decimoctavo en total de espectadores.El episodio también fue el cuarto programa con más DVR de la semana, con 2,7 millones de espectadores en el grupo demográfico, haciendo un total de 15,46 millones de espectadores y recibió una calificación de 6,4, lo que marca un aumento del 25 por ciento con respecto a la audiencia original.

### Reseñas
El episodio recibió críticas en su mayoría positivas.
Joel Keller de TV Squad le dio al episodio una crítica positiva y también declaró que «la secuencia de percances en el coche mientras pasan por alto la ciudad recuerda a los espectadores cómo este programa sobresale en la comedia física". También complementó la serie por no contar con una gran estrella invitada para el estreno de la temporada escribiendo que es "siempre el signo de un espectáculo de calidad».
Donna Bowman de The A.V Club elogió la secuencia de percances en el coche de Dunphy diciendo: «Eso es todo lo que necesito para estar seguro de que la segunda temporada podría ser tan buena como la reputación crítica del programa nos haría creer» a pesar de estar preocupado de que pasaría por una caída de segundo año. Finalmente le dio al episodio una A−, mientras que los lectores le dieron al episodio una B.
Samantha Zalaznick de The Huffington Post nombró a Phil el mejor personaje del episodio y también declaró: «Los Dunphy fueron definitivamente lo más destacado de este episodio».
Lesley Savage de Entertainment Weekly elogió el episodio por el desarrollo de su personaje. También elogió el humor sutil del episodio, en particular la escena en la que Cameron le lee una revista sensacionalista a Lily.
James Poniewozik de Time lo llamó un «alivio» ver el episodio después de múltiples críticas negativas de otros programas de otoño. A pesar de esto, criticó el último minuto del episodio diciendo: «No es necesario bajo ninguna circunstancia, pero sobre todo cuando el tema del episodio ya era tan sutil como una herramienta eléctrica peligrosamente empuñada».
Matt Roush lo llamó un «maravilloso del primer partido de temporada».
No todas las críticas fueron positivas. El crítico de HitFix, Alan Sepinwall, se mezcló con el episodio y lo criticó por ser un «curso de actualización sobre quiénes son estas personas y qué es el programa". A pesar de esto, dijo que el episodio todavía era divertido y lo llamó un gran episodio para Sofia Vergara.Varios comentarios en un foro de Los Angeles Times le dieron al episodio comentarios de crítica mixtos que iban desde "Genial" hasta "decepcionante».